# Banditernas drottning Calamity Jane
Banditernas drottning Calamity Jane (Calamity Jane) är ett Lucky Luke-album från 1967. Det är det 30:e albumet i ordningen, och har nummer 10 i den svenska utgivningen.

## Handling
Västernlegenden Calamity Jane räddar Lucky Luke från ett indianöverfall och de två gör sällskap till staden El Plomo, där Jane utmanar saloonägaren August Oysters handgångne man Baby Sam i armbrytning, med saloonen som vinst om hon står som segrare.
Det blir en enkel seger för Jane, men förlusten innebär stora problem för Oyster, som använt saloonen som täckmantel för att sälja vapen och alkohol till apachehövdingen Gomino. Det visar sig att Gomino inte låter sig snuvas på sina varor, och snart är Oysters problem också stadens, och Lukes, problem.

## Svensk utgivning
- Morris; Goscinny, René, (översättare: Veronica Schildt-Bendjelloul) (1973). Banditernas drottning Calamity Jane. Lucky Lukes äventyr: 10. Stockholm: Albert Bonniers förlag. Libris 7143986. ISBN 91-0-038359-7
- Andra upplagan, 1975
- Tredje upplagan, 1981, och fjärde upplagan, 1989, Bonniers Juniorförlag. ISBN 91-48-38359-7
- I Lucky Luke – Den kompletta samlingen ingår albumet i "Lucky Luke 1965-1967". Libris 9888553. ISBN 91-7134-110-2